# 神崎の大クス
神崎の大クス（こうざきのおおクス、神崎の大樟）は、千葉県香取郡神崎町本宿1944、神崎神社の境内にある国の天然記念物に指定されたクスノキの大木である。千葉県北部の利根川沿いに位置し、県の天然記念物に指定されている同神社の社叢である神崎森内に生育している。
クスノキ（学名：Cinnamomum camphora）は別名クスとも呼ばれるクスノキ科ニッケイ属の常緑高木で、日本では茨城県、兵庫県以南の本州、四国、九州、沖縄に分布する。クスノキは神崎町の町の木に制定されており、これはこの神崎神社のクスノキにちなんだものである。
この木は江戸時代あたりから「ナンジャモンジャの木」の名で呼ばれるようになった。この呼称は水戸光圀が名付けたものだと伝えられている。大正時代に植物学者の牧野富太郎によってこの木が植物学的にクスノキであることが確認され、1926年に国の天然記念物として指定。指定基準は「名木、巨樹、老樹、畸形木、栽培植物の原木、並木、社叢」の類として。

## 解説

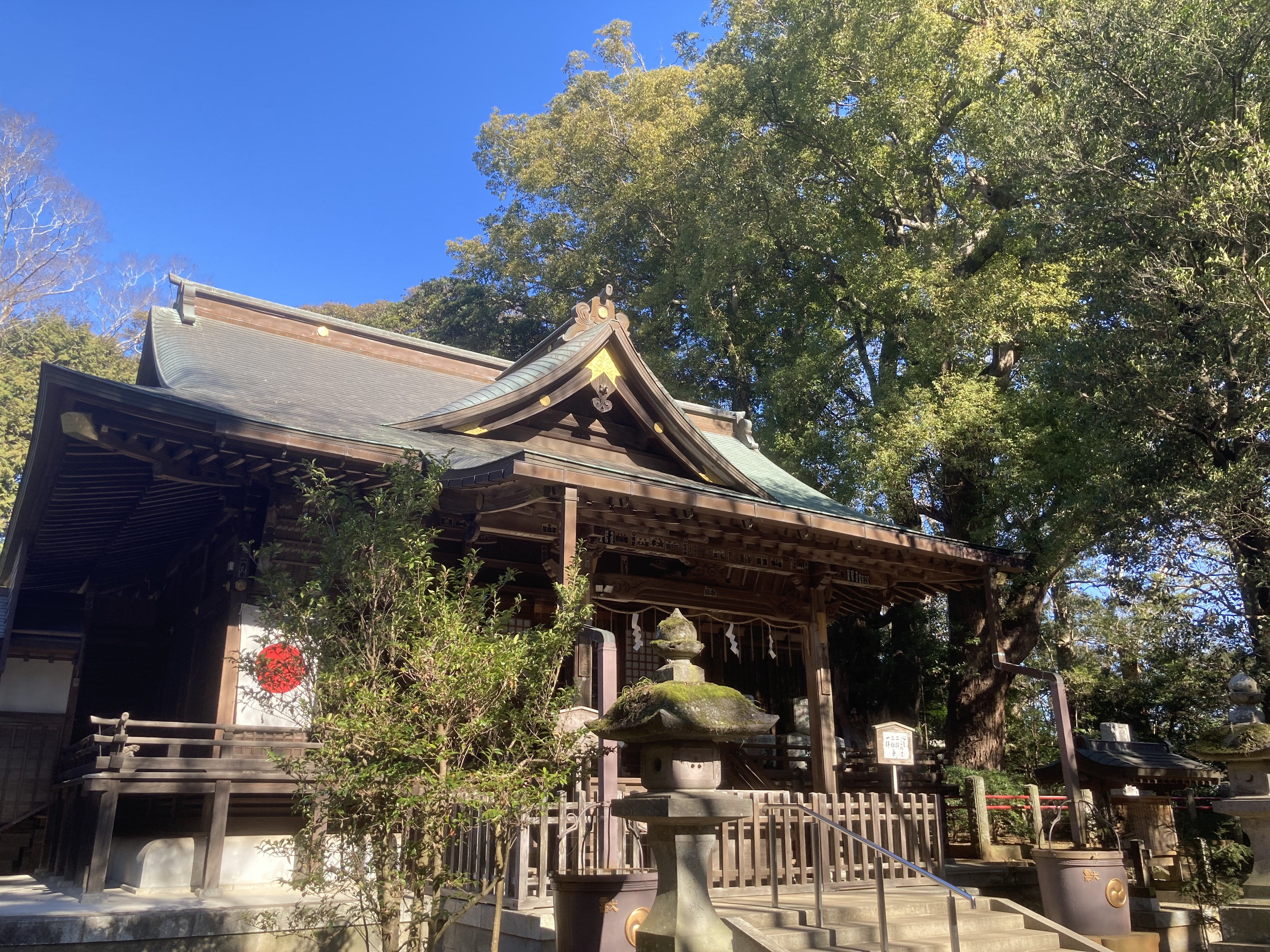
神崎神社の社殿（左）と神崎の大クス（右）。2024年1月14日撮影。

### 由来・歴史
神崎の大クスが位置する神崎神社は飛鳥時代の白鳳期に創建されたと伝えられており、大クスは社殿に向かって右側の社叢林内に生育している。同じ社叢林内にはタブノキ、シロダモ、スダジイ、ツバキなどの照葉樹木が生えている。
水戸光圀が延宝2年（1674年）に神崎神社に参詣した際に、この木を「ナンジャモンジャの木」と名付けたとする文献が存在する。江戸時代後期文化年間に書かれた清水浜臣の『房総日記』においては、
神崎神社には神木とて、めぐり四丈にあまる大木あり、土地の人これをナンジャモンジャという。そは百年ばかりの昔、水戸中納言殿のこの御社に詣で給ひし折、ところの者らにこの木の名を問はせ給ひしに、人々とかく定めかねて、何ならんものならんと争ひしよりかくは名づけしとぞ
と記されている。その他にも、光圀が何の木か分からなかったからそのような名称になったと紹介する文献もある。その後実際、江戸時代末期に書かれた赤松宗旦の『利根川図志』には
神崎神社はひょうたん形の森にかこまれているが、この森の上にぬっとそびえ立っている神木があり、これをナンジャモンジャの木と呼び、遠くからもよく見える
と記録されている他、喜多村信節の『嬉遊笑覧』、高田与清の『鹿島日記』『三樹考』にもナンジャモンジャの木という名で神崎神社の巨木について言及が見られる。しかし、『嬉遊笑覧』を除いてどの書にも「ナンジャモンジャの木」がクスノキであることについては言及されておらず、むしろ八角茴香、桂、オガタマなどといった植物として言及されている。

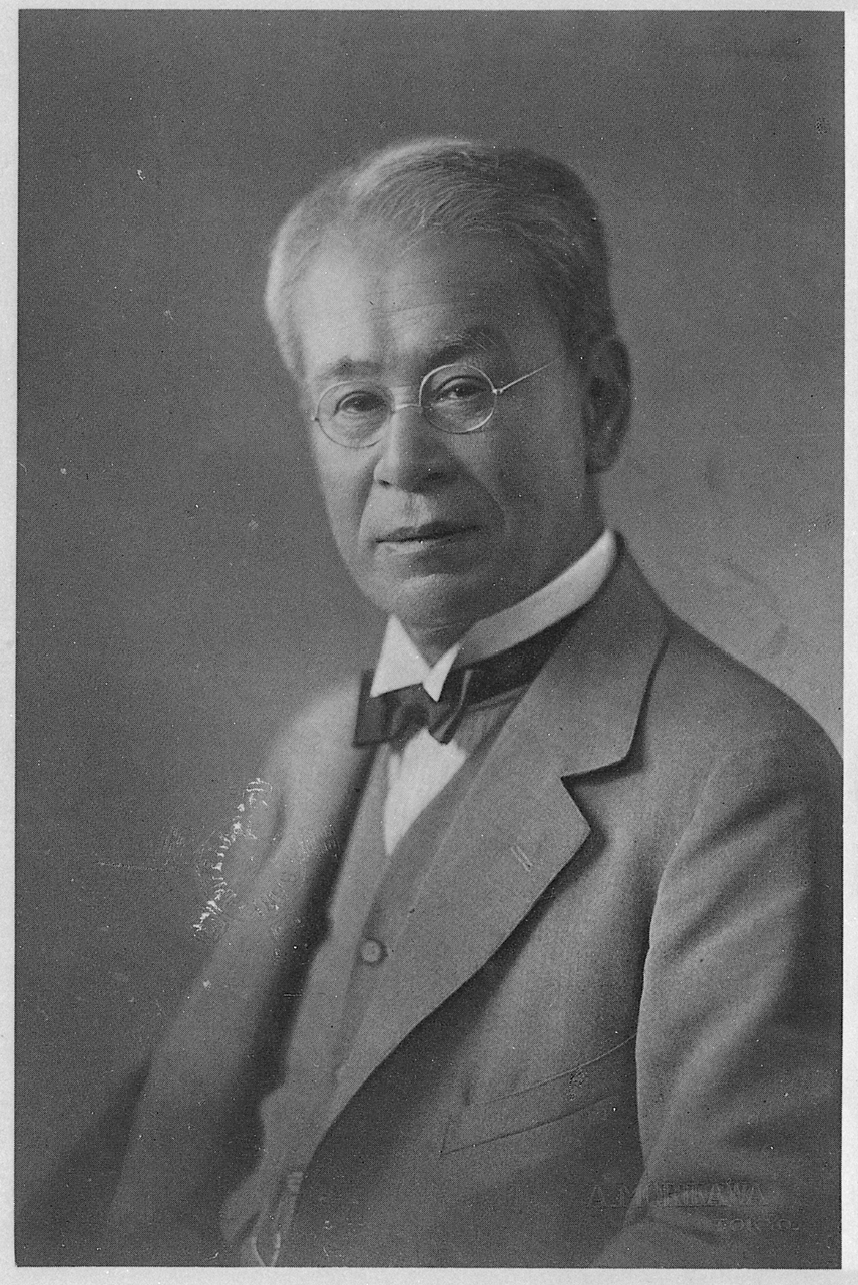
神崎の大クスを調査した牧野富太郎

大正時代末期に植物学者の牧野富太郎が訪れ、ナンジャモンジャの木と呼ばれていたこの神木がクスノキであることを確認した。牧野は日本中に存在していた「ナンジャモンジャ」と呼ばれている木について調査して「偽物」と「真物」に分け、その植物としての正体を明らかにするために現地に訪れ、この大クスを「真物」と判定した。牧野はこのクスノキ自体はそう変哲はないが、低地が広がっており大木が少ない利根川流域の地域に生育していることが人々の注意を引いたのだと考察している。1926年10月20日、神崎の大クスは国の天然記念物に指定された。

### 特色
主幹は根回りが約13メートル、目通幹囲8.5メートルだが、1907年12月に社殿を焼いた火災により一部焼失しており、現在は高さ7メートルのところで切断されている。一方で、その根元からは数本の支幹が主幹を中心として南北に並んで生育しており、そのうち5本は樹高20メートルを超えていて、高いものでは25メートルに達する。樹齢は1300年ほどと推定される。池松時和が千葉県知事であった時期に、大クスを保護するために周りに石の玉垣が建設された。

### 神崎町との関係
大クスが位置する神崎町は、これにちなんでクスノキを町のシンボルの一つである町の木に制定している。制定は、1973年に千葉県で行われた第28回国民体育大会を記念して千葉県の市町村がそれぞれの木を定めた時に際して、神崎町においてもこれを行ったものである。
神崎町初のマスコットキャラクターであるなんじゃもんはこの大クスをモチーフとしている。なんじゃもんは大クスの分身で、おちゃめな照れ屋さんかつ酒と発酵食品が好きなおじいさんという設定である。2013年3月17日に神崎町により開催された酒蔵まつりで初めて登場して以降、複数のイベントに参加して、町と発酵食品についてPRしている。

### ギャラリー

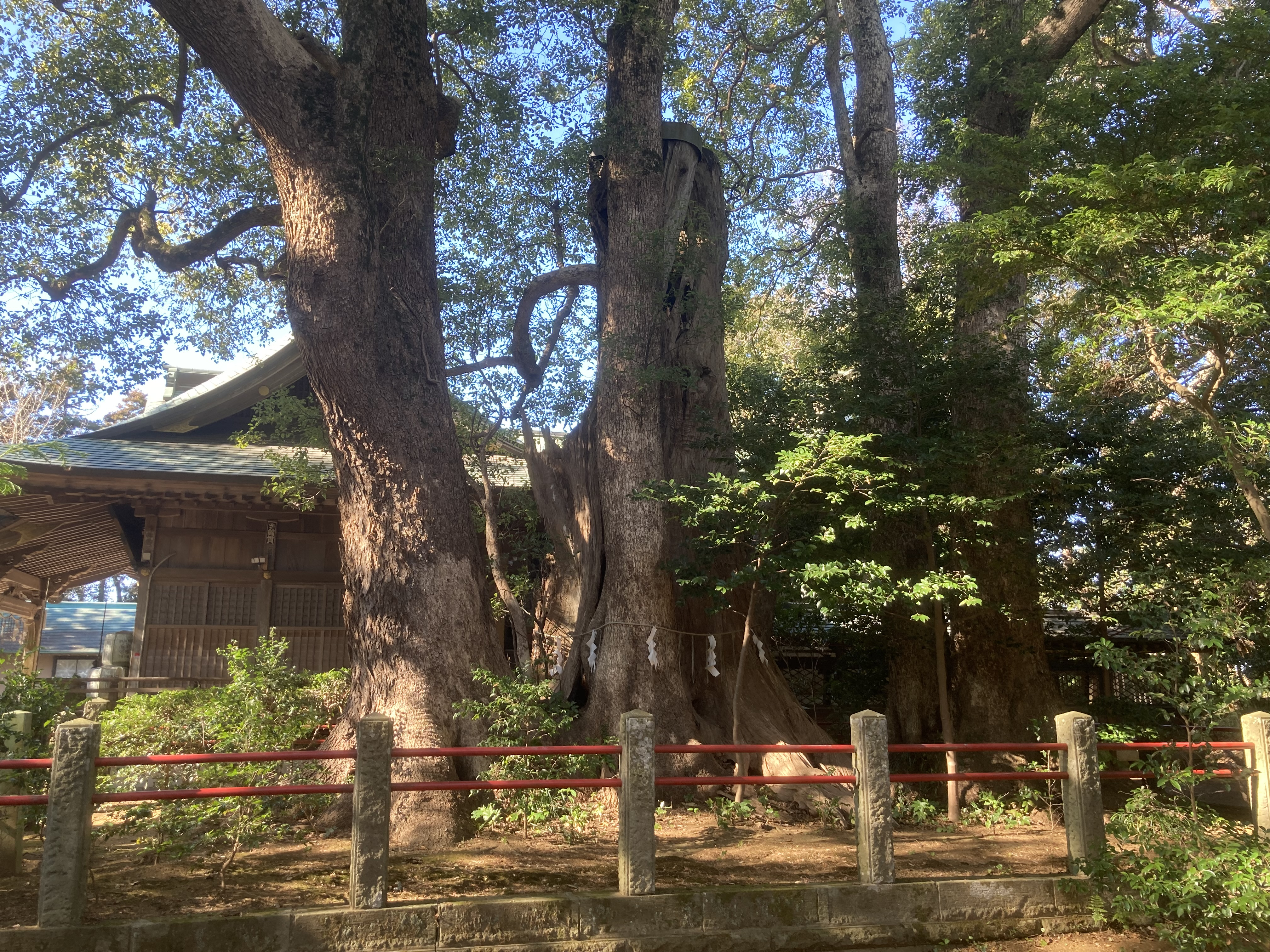
東側から見た大クス。奥の主幹を中心に、南北から蘖が伸びている。
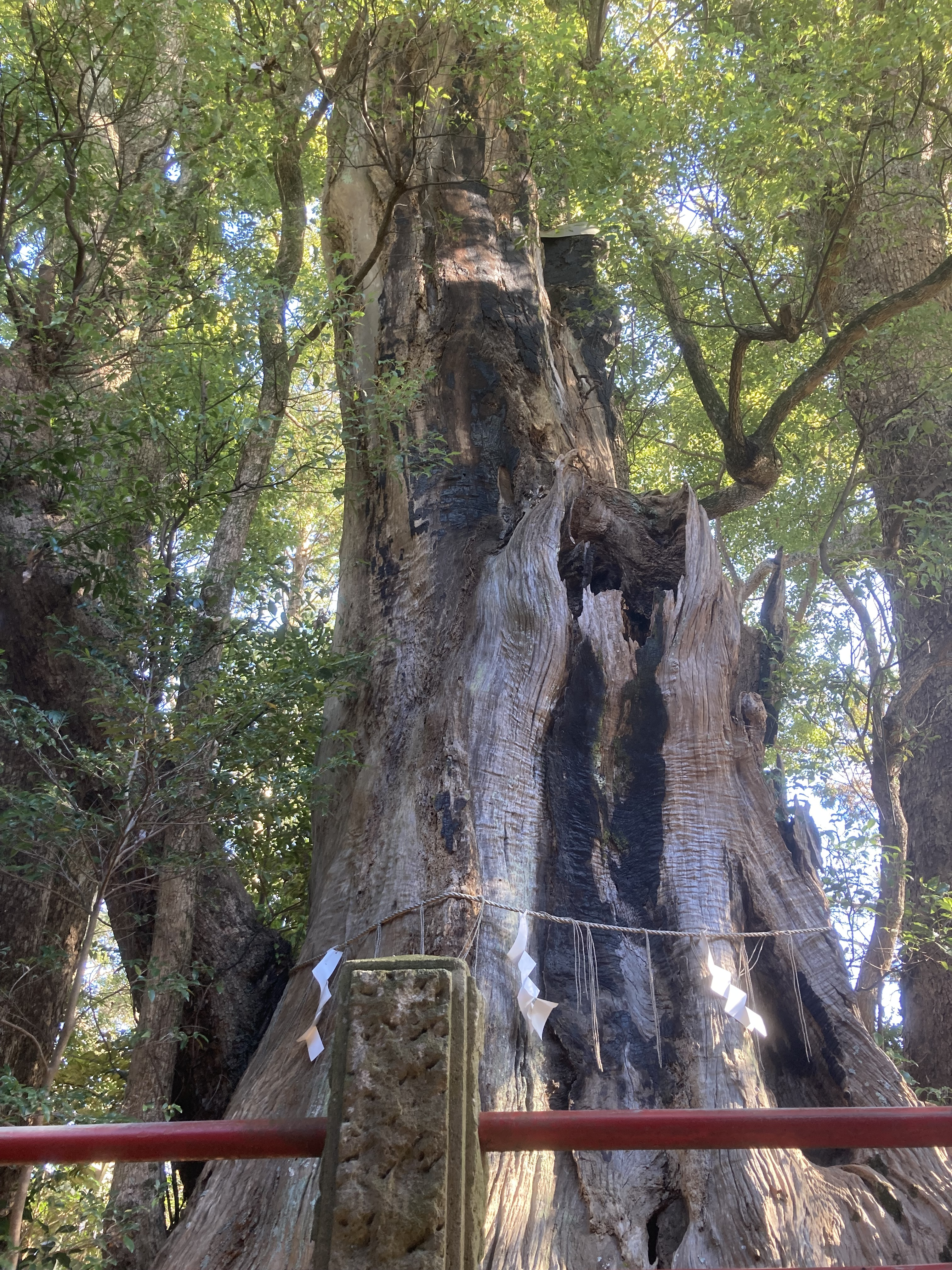
西側から見た大クスの主幹。明治末期の火災により、上の方は切断されている。
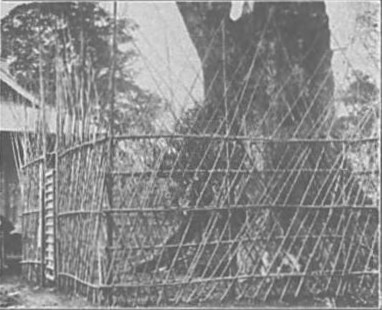
『日本写真帖』[11]掲載の神崎神社の神木の写真。

## 交通アクセス
所在地
- 千葉県香取郡神崎町本宿1944[2]

交通
- JR東日本成田線下総神崎駅下車、国道356号を北西に進んで徒歩20分、約1.8キロメートル[2][3]